# Puente medieval de Sonella

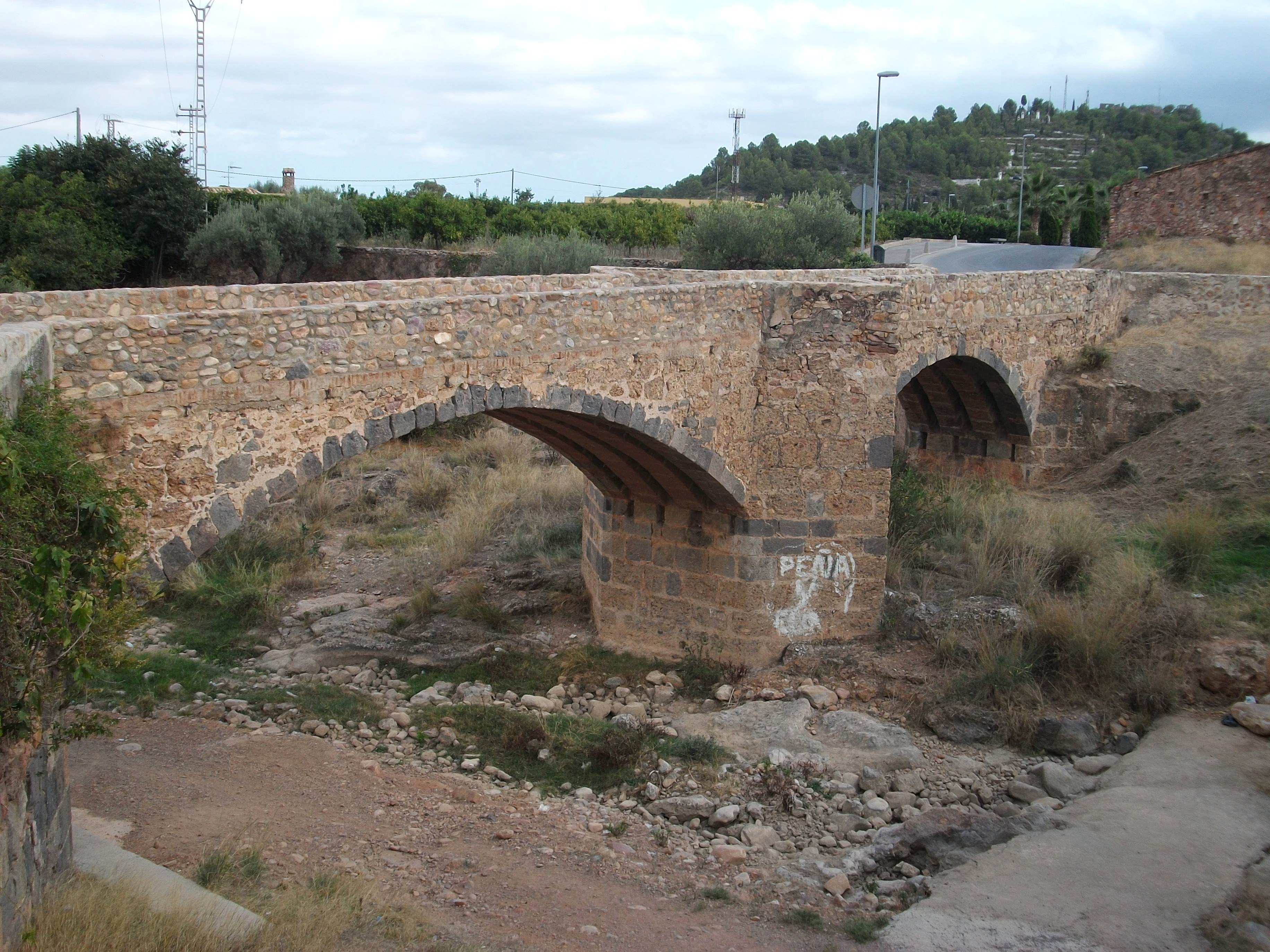
Puente Medieval de Sonella

El puente medieval de Sonella o de San Francisco, está situado sobre el río Sonella (frente al cementerio), en el término municipal de Onda, en la provincia de Castellón (España). 

## Historia
El puente es del siglo XVI de dos ojos desiguales con un pilón central a modo de contrafuerte o parteaguas de forma hexagonal. Su longitud total aproximada es de 28,50 metros, con una anchura de 3,40 metros. Todo él es obra de sillería, con cuatro arcos rebajados por vano. Estos arcos forman a modo de nervios separados entre sí y sin ningún tipo de relleno. El puente, sobre el río Sonella, permitió el paso de la villa a la huerta de Sonella y al convento franciscano de Santa Catalina.